# L'Action (Canada)
Pour les articles homonymes, voir L'Action.
L'Action est un journal hebdomadaire lanaudois (Canada) publié le mercredi de chaque semaine.
Spécialisé dans l'information régionale des MRC de  Joliette, D'Autray, Matawinie et  Montcalm, le journal L'Action est la propriété de Lexis Media, deuxième groupe de presse en importance au Québec.

## Historique
L'Action a été fondée par Martial Coderre en septembre 1973 pour couvrir la région de  Montcalm. À l'origine hebdomadaire vendu, le journal est devenu gratuit quelques mois plus tard, sous l'impulsion de son directeur général, Raymond Coderre. Il a également modifié son centre d'intérêt en lui donnant un caractère régional.
L'Action Mercredi fut fondé à l'automne 1993 sous le nom de L'Expression par Jean-Pierre Malo, en association avec des membres de son équipe, dont l'éditeur de l'époque Benoît Bazinet. Ils ont développé un produit distinct et ils en ont fait un journal très populaire dans le nord de Lanaudière.
Propriété du Groupe Lexis Media Inc. depuis décembre 2017.